# Syv Sogn
Syv Sogn 
ist eine Kirchspielsgemeinde (dän.: Sogn)
auf der Insel Sjælland im südlichen Dänemark.
Bis 1970 gehörte sie zur Harde Ramsø Herred im damaligen Københavns Amt (bis 1808: Roskilde Amt), danach zur Ramsø Kommune im „neuen“ Roskilde Amt, die im Zuge der Kommunalreform zum 1. Januar 2007 in der Roskilde Kommune in der Region Sjælland aufgegangen ist.
Im Kirchspiel leben 4291 Einwohner, in der (teilweise auch auf dem Gebiet des Dåstrup Sogn liegenden) Stadt Viby insgesamt 4814 (Stand: 1. Januar 2023).
Im Kirchspiel liegt die Kirche „Syv Kirke“.
Nachbargemeinden sind im Osten Gadstrup Sogn, im Südosten Ørsted Sogn und im Westen Dåstrup Sogn, ferner in der benachbarten Lejre Kommune im Nordwesten Rorup Sogn und im Norden Glim Sogn.